# Girugamesh
Girugamesh (auch: Girugämesh, jap. ギルガメッシュ, Girugamesshu von engl. Gilgamesh) ist eine japanische Visual-Kei-Band aus Chiba, die 2004 gegründet wurde und sich 2016 aufgelöst hat.

## Bandgeschichte

### 2004
Girugamesh wurde Anfang 2004 von Cyrien (Gesang), Hotaru (Gitarre), ShuU (Bass, früher Kagerou-Roadie) und Яyo (Drums) gegründet. Cyrien und Hotaru verließen Girugamesh im gleichen Jahr. Für sie kamen Satoshi (Gesang, früher Venom) und Nii (Gitarre) in die Gruppe.
Ihr erstes Konzert gaben sie am 24. März im Motoyawata Route 14. Zur gleichen Zeit veröffentlichten sie auch ihr erstes Demotape kosaki uta ~kaijou kata enban~, das auf 100 Stück limitiert war. Nach einigen Liveauftritten veröffentlichten sie ihre erste Maxi-Single Kaisen Sengen ~Kikaku Kata Enban~. Die Single platzierte sich auf Platz 10 der Oricon Indie Charts. Ende 2004 erschien ihre zweite Maxi-Single Kuukyo no Utsuwa ~Kyosaku Kata Enban~.

### 2005
Im Februar 2005 starteten Girugamesh ihre Winter-Tour 2005 Fuyu no Yukidoke Tourou. Im März erschien die DVD Kindling Vol. 1, auf der Girugamesh neben Bands wie Phantasmagoria und Vidoll mit Liveauftritten zu sehen sind. Am 15. April gaben die Bands Girugamesh und Marusa zusammen ein Konzert in der Takadanobaba Area. Nach diesem Konzert veröffentlichten die Bands eine Coupling-CD: Senyuu Kyoutou Uta. Die CD beinhaltet jeweils einen Song der beiden Bands.
Vom 29. Mai bis zum 17. Juli gab Girugamesh weitere Konzerte. Das abschließende Konzert fand im ausverkauften Meguro rock may kan statt. Die Single Fukai no Yami erschien am 14. September 2005.

### 2007
Ab dem Jahr 2007 werden die Singles und Minialben der Gruppe auch bei dem deutschen Musiklabel Gan-Shin veröffentlicht. Girugamesh traten beim „J-Rock Revolution“-Konzert in Los Angeles neben Gruppen wie MUCC, D’espairsRay und Merry auf. Einen weiteren Konzertauftritt hatten Girugamesh in Köln auf dem J-Shock Festival. Im Sommer erschien das Minialbum Reason of Crying und im Dezember das Album Girugamesh.

### 2008
Anfang 2008 gaben Girugamesh im Rahmen ihrer Europa-Tour stupid tour ’08 u. a. Konzerte in München und Bochum. Einen weiteren Auftritt hatte Girugamesh auf dem Metalfestival in Wacken.

### 2009
Ende 2008 und Anfang 2009 waren Girugamesh zwei Monate auf „Crazy Tour 08-09“ in Japan. Anschließend gingen sie auf „Crazy Tour 09“ durch Europa und auf die „Girugamesh Tour 2009 (Summer Evolution)“.

### 2014
Im Mai 2014 war die Band mit dem Album Monster auf Europatour in Russland, Österreich, Ungarn, Frankreich, Polen, dem Vereinigten Königreich, Finnland und mehrmals in Deutschland.
In Japan feierten sie mit einer Tour ihr 10-jähriges Bestehen und brachten die Best-of-Alben Live Best (Titel in Europa The Best) und Core Best heraus. Außerdem erschien im September 2014 das Mini-Album gravitation, das auch in Europa veröffentlicht wurde.

### 2015
Im Jahr 2015 folgten eine japanweite One-man-Tour und Konzerte in Mexiko.

### 2016
Im Januar 2016 brachten girugamesh das Mini-Album 鵺-chimera- heraus, tourten durch Japan und kündigten eine Europa-Tour an.
Am 1. Mai 2016 gab die Band bekannt, dass die Europa-Tour die letzte sein wird und dass das Tour-Finale girugamesh Oneman Tour 2016 „鵺-period-“  das letzte Konzert sein wird.

## Diskografie
Alben und EPs
- 2005: 裏★海賊盤。 Ura★Kaizokuban (Kompilation u. a. mit Tokyo Michael, deathgaze und Billy)
- 2005: 獄-初犯型円盤- Goku -Shohan Kata Enban- (EP)
- 2006: 13’s reborn
- 2007: Girugämesh
- 2008: Music
- 2009: Now
- 2011: Go
- 2013: Monster
- 2014: Gravitation (EP)
- 2016: 鵺-chimera-

Singles
- 2004: Jelato
- 2004: [Kaisen sengen] ~kikaku kata enban~
- 2004: [kuukyo no utsuwa] ~kyosaku kata enban~
- 2005: [Kosaki uta] kaijou kata enabn~
- 2005: senyuu kyoutou uta
- 2005: Goku -shohan kata enban-
- 2005: Kyozetsusareta tsukue -tandoku kata enban-
- 2005: [Fukai no yami] -mayosake kata enban-
- 2005: 理性壊乱-Risei Kairan
- 2005: 本能解放-Honnou Kaihou
- 2005: 戦友共闘歌 Senyuu Kyoutou Uta (mit Marusa)
- 2006: [零-ｾﾞﾛ-]-無景型円盤- [Rei-Zero-] -Mukei Kata Enban- (mit Bonus-Bildern)
- 2006: Omae ni sasageru minikui koe
- 2009: Alive
- 2009: Border
- 2009: crying rain
- 2010: Color
- 2010: Inochi no ki
- 2011: Pray
- 2012: Zecchou Bang!!
- 2012: Zan tetsu ken
- 2013: Incomplete
- 2022: engrave

Videoalben
- 2005: Kindling Vol. 1 (Live-DVD u. a. mit Vidoll und Phantasmagoria)
- 2007: Volcano (DVD-Single)
- 2009: Crazy Crazy Crazy (Konzert)